# Thouaret
Le Thouaret est une rivière française qui coule dans le département des Deux-Sèvres. C'est un affluent du Thouet en rive gauche, donc un sous-affluent de la Loire par le Thouet.

## Géographie
Le Thouaret prend naissance au confluent formé par le ruisseau de Lavaud et le ruisseau du Coudray, sur le territoire de la commune de Chanteloup, près de La Chapelle-Saint-Laurent, à six kilomètres au sud de Bressuire. Peu après sa naissance, il s'oriente vers le nord-est, direction qu'il maintient tout au long du reste de son parcours de près de 52 kilomètres. Il se jette là dans le Thouet (rive gauche), à Maulais, à quelques kilomètres en amont de Thouars.

## Affluents
- La Gatine
- La Joyette
- Le Fourreau

## Hydrologie
Le Thouaret est une rivière peu abondante. Son débit a été observé sur une période de 38 ans (1971-2008), à Luzay, localité située peu avant son confluent avec le Thouet. Le bassin versant de la rivière y est de 308 km2 (soit sa presque totalité).
Le module de la rivière à Luzay est de 1,77 m3/s. 
Le Thouaret présente des fluctuations saisonnières de débit très marquées, avec une période de hautes eaux d'hiver portant le débit mensuel moyen à un niveau situé entre 3,0 et 5,0 m3/s, de décembre à mars inclus (avec un maximum en janvier-février). Dès fin mars le débit diminue progressivement pour aboutir à la période des basses eaux qui se déroule de juin à octobre inclus, avec une baisse du débit moyen mensuel allant jusqu'à 0,047 m3 au mois d'août, c'est-à-dire 47 litres par seconde, ce qui est sévère pour un cours d'eau de cette taille. Cependant les fluctuations de débit peuvent être encore plus importantes d'après les années et sur des périodes plus courtes. 
À l'étiage le VCN3 peut chuter jusque 0,001 m3, en cas de période quinquennale sèche, 
soit 1 litre par seconde, ce qui est extrêmement sévère, le cours d'eau étant ainsi presque à sec. 
Les crues peuvent être fort importantes compte tenu de l'exiguïté du bassin versant. Étant donné l'imperméabilité du sous-sol, elles ne sont pas moindres que celles des affluents de la Mayenne (l'Oudon par exemple) ou de la Vilaine (le Semnon). Les QIX 2 et QIX 5 valent respectivement 37 et 59 m3/s. Le QIX 10 est de 73 m3/s, le QIX 20 de 87 m3, tandis que le QIX 50 se monte à 100 m3/s. 
Le débit instantané maximal enregistré à Luzay durant cette période, a été de 77,5 m3/s le 22 janvier 1995, tandis que le débit journalier maximal enregistré était de 65 m3/s le 9 avril 1983. Si l'on compare la première de ces valeurs à l'échelle des QIX de la rivière, l'on constate que cette crue n'était même pas d'ordre vicennal (20 ans), et donc destinée à se reproduire assez fréquemment.
Il peut être intéressant de comparer les QIX 2, QIX 10 et QIX 20 du Thouaret à ceux de l'Yvette à Villebon-sur-Yvette, affluent de la rive gauche de l'Orge, coulant en amont de Paris, dont le module se monte à 1,34 m3/s, possédant un bassin de 224 km2 (soit à peu près 25 % moins vaste), et ayant produit quelques désastreux débordements ces dernières décennies. Alors que le QIX 2 du Thouaret se monte à 37 m3/s, celui de l'Yvette en vaut 9,4. Quant au QIX 10, celui du Thouaret étant de 73 m3/s, il est de 15 m3 pour l'Yvette. Enfin tandis le QIX 20 du Thouaret se monte à 87 m3/s, celui de l'Yvette n'atteint que 17 m3/s. On en conclura que les crues du Thouaret sont proportionnellement plus de trois fois plus importantes que celles de l'Yvette, rivière présentant cependant des risques sérieux. 
Au total, le Thouaret est une rivière peu abondante. La lame d'eau écoulée dans son bassin versant est de 178 millimètres annuellement, ce qui est très inférieur à la moyenne d'ensemble de la France tous bassins confondus, mais aussi du bassin de la Loire (244 millimètres). Le débit spécifique de la rivière (ou Qsp) atteint de ce fait le chiffre assez médiocre de 5,6 litres par seconde et par kilomètre carré de bassin.